# 第57回朝日新聞社杯競輪祭
第57回朝日新聞社杯競輪祭は、2015年11月20日から23日まで、小倉競輪場で行われた競輪のGI競走である。

## KEIRINグランプリ2015への道のり
当大会は、当年12月30日に京王閣競輪場で行われる、KEIRINグランプリ2015の出場権をかけた最後の一戦となる。当大会開幕直前までに、同レースへの優先出場権を得た選手は以下の4名。
| 山崎芳仁 | 第30回読売新聞社杯全日本選抜競輪 優勝             |
| 新田祐大 | 第68回日本選手権競輪・第58回オールスター競輪 優勝 |
| 武田豊樹 | 第66回高松宮記念杯競輪 優勝                       |
| 園田匠   | 第24回寬仁親王牌・世界選手権記念トーナメント 優勝 |

残る5名は、当大会の優勝者ないし、当年11月23日時点における賞金獲得額上位者から選出されるが、以下の3名が賞金獲得額上位者として出場を確定させている（賞金獲得額順位は当年当大会開幕直前時点による）。
- 神山雄一郎 - 賞金獲得額 第3位
- 浅井康太 - 同 第4位
- 平原康多 - 同 第5位

以上の前提に立ち、実質的に決勝戦が行われるまでに残った椅子は2名。そして残る2名の争いは、
- 稲垣裕之 - 同 第6位
- 村上義弘 - 同 第8位

に加え、下記に記した決勝戦に進出したメンバーということになった。このうち、賞金獲得額上位の稲垣は準決勝が終了した段階で最終日の完走を条件にグランプリ出場を確定させた。
よって、当年11月22日に行われた準決勝終了時点では、実質的に残る1名が未決定となっていたが、決勝戦のメンバーの中で、グランプリの出場権を確定させているのは、優先出場権を得ている武田と、獲得賞金上位者として確定させている浅井、平原の3人だけ。よって、それ以外の6名が優勝すれば、当該選手のグランプリ出場が確定し、武田、浅井、平原の3名のいずれかが優勝した場合、獲得賞金額ランキング第8位村上義弘のグランプリ出場が確定となる。ただし、8位村上義弘が落車棄権・失格しなければ確定だが、落車棄権・失格すれば、獲得賞金額第9位岩津裕介（3日目の選抜6R、最終日の一般2R）か獲得賞金額第11位金子貴志（最終日10R特別優秀）のどちらかが確定。
以上の件を踏まえて行われたのが決勝戦である。

## 決勝戦

### 競走成績
- 11月23日（月）[2]
- 誘導員…八谷誠賢（福岡）

| 着順 | 車番 | 選手     | 登録地 | 着差     | 決まり手 | 上がり(秒) | H/B | 特記 |
| ---- | ---- | -------- | ------ | -------- | -------- | ---------- | --- | ---- |
| 1    | 1    | 武田豊樹 | 茨城   |          | 差し     | 11.3       |     |      |
| 2    | 7    | 平原康多 | 埼玉   | 1/4車輪  | 捲くり   | 11.4       |     |      |
| 3    | 6    | 池田憲昭 | 香川   | 3車身    |          | 11.4       |     |      |
| 4    | 4    | 渡邉一成 | 福島   | 3/4車身  |          | 11.2       |     |      |
| 5    | 3    | 浅井康太 | 三重   | 3/4車身  |          | 11.5       |     |      |
| 6    | 5    | 村上博幸 | 京都   | 1車身1/2 |          | 12.0       |     |      |
| 7    | 2    | 村上義弘 | 京都   | 1/2車輪  |          | 12.1       | HB  |      |
| 8    | 9    | 稲川翔   | 大阪   | 1車身    |          | 12.1       |     |      |
| 9    | 8    | 竹内雄作 | 岐阜   | 大差     |          | -          |     |      |

### 配当金額
| 枠番二連勝 | 複式   | 1=5   | 340円 (1)    |
| 枠番二連勝 | 単式   | 1-5   | 520円 (1)    |
| 車番二連勝 | 複式   | 1=7   | 380円 (1)    |
| 車番二連勝 | 単式   | 1-7   | 630円 (1)    |
| 三連勝     | 複式   | 1=6=7 | 1,880円 (4)  |
| 三連勝     | 単式   | 1-7-6 | 3,250円 (3)  |
| ワイド     | ワイド | 1=7   | 240円 (1)    |
| ワイド     | ワイド | 1=6   | 450円 (4)    |
| ワイド     | ワイド | 6=7   | 1,180円 (17) |

### レース概略
村上義が主導権。平原が2コーナーから仕掛けてバックの直線ではイエローライン付近を走り、番手の村上博はブロックできず。関東コンビの一騎討ちとなり、ゴール寸前で平原を差した武田が、3年ぶり2度目の競輪王に輝いた（GIは高松宮記念杯に次ぐ、今年2度目の制覇）。平原は2着で競輪祭連覇はならず。
なお、村上義弘は7着に敗れたものの、賞金枠の最後に滑り込む形でのグランプリ出場を決めた。

## その他
- 決勝戦の地上波中継は無かったが、代替としてBS日テレでKEIRIN LIVE S級探偵団にて中継された[5]。

- 目標額は105億円だったが、四日間の総売上は93億1308万4500円。前年比94.2％となった[6]。

### 競走データ
- 9月のオールスター競輪から今回、GI連続決勝進出したのは、稲川翔と竹内雄作の2選手だった。